# История на Сомалия
Историята на Сомалия обхваща развитието на територията на Сомалия от праисторията до наши дни и е свързана с историята на сомалийската етническа група. От I век Хафун, Мосилон Бандар Гори и други градове започват да търгуват с гръцки и римски моряци. Северозападът е част от царство Аксум от III до VII век, но между 700 и 1200 г. ислямът се настанява в територията на страната, особено след създаването на Могадишу през 900 г. Между 1200 и 1500 г. се създават независими градове и кралства.

### Колониална Сомалия
Надпреварата за надмощие между сомалийските фамилии остава и през колониалния период, когато части от региона са населени от Великобритания и Италия. Тази ера започва през 1884 г., като край на дългогодишен мир по тези територии. По време на Берлинския конгрес започва кървава надпревара за Африка – разделянето на земите на Сомалия. В края на XIX век в Сомалия идват англичани, французи и италианци. С подписването на договори с различните кланове Сомалия става известна като Британска Сомалия. Южната част на страната е колонизирана от Италия през 1889 г. и е наричана Италианска Сомалия.
Мухамед Абдуллах Хасан е борец за независимостта на Сомалия, роден в северните части на страната. Той е националист и е един от хората, разбунтували се срещу колонизацията. Между 1900 и 1907 г. италианските лидери се опитват да договорят сделка със султан Геледи. След неуспеха си италианците атакуват държавата и след много битки Сомалия става кървава арена.

### През Втората световна война
Фашистка Италия, под диктаторството на Бенито Мусолини, атакува Абисиния (днешна Етиопия) през 1935 г., за да я колонизира. Нашествието е осъдено от Лигата на нациите, но е направено твърде малко, за да се освободи окупирана Етиопия. На 3 август 1940 г. италиански войници, включително и сомалийски колониални обединения, преминават от Етиопия в Сомалия, където нахлуват британски войници и до 14 август успяват да договорят Барбера от британците.
Британски сили, включително сомалийски войници, стартират кампания през януари 1942 в Кения, която има за цел да освободи Британски Сомалиленд, окупираната от Италия Етиопия и Италиански Сомалиленд. Британските сили, които извършват операция в Сомалиленд, се състоят от три дивизии на южноафрикански, западни и източноафрикански войници. Те са подкрепяни от сили на сомалийски патриоти, водени от Абдулах Хасан и от сомалийците от различните кланове. След края на войната Организацията на обединените нации дава Сомалия като протекторат на Италия през 1949 г.

### Сомалиленд
Сомалийците и другите африкански страни се борят на страната на СССР по времето на Втората световна война и са покорени след конфликта. Надеждата на покорените подсилва дългата борба срещу колонизма и в много страни в Африка, включително и в Сомалия, започват движения за независимост. Главните политически партии, които се борят за независимостта на Сомалия, са Сомалийски младежки клуб (СМК) и Сомалийска национална лига (СНЛ).
Независимостта на британския протекторат на Сомалиленд от Великобритания е обявена на 26 юни 1960, а обединението с Италианския Сомалиленд става пет дена по-късно. Така повечето от сомалийските кланове стават независими и се оформя страната Сомалия. Правителството се оформя от Абдуллах Иса и Абдуллах Осман Даар за президент, и Абдирашид Али Шермарке става премиер, по-късно и президент (от 1967 до 1969). Но съперничеството между различните племена остава, като много кланове твърдят, че са принудени да се оттеглят в провинцията. През 1967 г. Мухамед Хаджи Ибрахим Егал става премиер, назначен от Шермарке.

### Гражданска война в Сомалия
До 1978 г. рухва моралната власт на сомалийското правителство. Много сомалийци остават разочаровани от живота си под военна диктатура, а по-нататък през осемдесетте години режимът е отслабен, с приближаването на Студената война и стратегическата важност на Сомалия. Правителството става тоталитарно и през страната се появяват движения на съпротива, подпомагани от Етиопия, което води до гражданска война в Сомалия.
През 1991 г. се виждат големи промени в Сомалия. Президентът е отстранен от длъжността си. След удовлетворяването на старейшините на северните кланове, известната още като Британска Сомалия северна част обявява независимостта си като Сомалиленд; въпреки че де факто е независима и сравнително по-устойчива от южните части, Сомалиленд не е потвърдена като независима държава от нито едно чуждо правителство.
През януари 1991 г. Али Мухамед бива избран за президент на цяла Сомалия, през февруари същата година е избран за национален лидер.

### Нашествие на Етиопия и Гражданска война (2006)
Конфликтът избухва отново в ранна 2006 г. между съюза на военачалниците на Магадишу, известeн като Съюз за възстановяването на мира и антитероризма (или СВМАТ) и милицията на ислямистите. Социални промени в законите, такива като възпрепятстване на дъвченето и дори забрана срещу гледане на филми и футбол публично, са част от движението покрай СИС (Съюз на ислямските съдилища) и наложените стриктни поуки.
Съюзът е воден от шейх Шариф Ахмед. Когато на едно интервю е попитан дали СИС планира да разшири контрола си над Сомалия, той отговаря така:
| „ | Страната не е нашия приоритет. Нашият приоритет е мирът на хората, достойнство и онова да живееш в свобода, която те можеха да решат в тяхната съдба. Това е нашият приоритет. Хората са по-важни за нас, отколкото страната. | “ |

Неколкостотин души, до голяма степен заловени от цивилните, умират по време на конфликта. Жителите на Магадишу описват този конфликт като най-лошата борба в повече от десетилетие. СИС обвиняват американците за финансиране на военачалниците чрез ЦРУ и предоставяне на оръжия, свързано с препречването на СИС да получи сила. От Държавния департаментът на САЩ, не приемат това твърдение, но в същото време и не отричат, казват че САЩ не приемат никакво действие, което да нарушава международното оръжейно ембарго на Сомалия. Няколко имейла, описващи тайни нелегални операции от частни военни компании в прекъсване на регулации от ООН, са описани  от британския съботен вестник „Обзървър“.
В ранния юли 2006 г. Ислямистката милиция вече има контрол над Могадишу, след Втората битка за Могадишу и последната крепост на СВМАТ, до града Джоуар, пада без много съпротивление. Останалите сили на СВМАТ се оттеглят на изток и към границата с Етиопия и съюзът им се срива напълно.
Поддържаното от Етиопия преходно правителство иска намесата на Африканските мироопазващи сили. СИС междувременно се противопоставят към това яростно с навлизането на външни войници – повечето етиопци – в Сомалия. Твърдението е, че Етиопия със своята дълга история на имперска сила се опитва да управлява чрез пълномощник.
Междувременно СИС и тяхната милиция взима контрол над много части от Южна Сомалия като употребява сила, вместо продължаването на приключилите договори с местното население. Ислямската милиция остава по границите на Етиопия, което е убежище на много сомалийци и преходното правителство на Сомалия.
На 1 ноември 2006 г. преговорите между СИС и преходното правителство за мир пропадат. Международната общност се безпокои от факта, че може да избухне гражданска война, заедно с етиопците и еритрейските сили подкрепящи противоположните страни.
Войната избухва на 21 декември 2006 г. след изказване на лидера на СИС шейх Хасан Дахир Ауейс: „Сомалия е в състояние на война и всички сомалийци трябва да участват в тази битка срещу Етиопия“ и тежкият бой избухва между ислямистката милиция от една страна и от друга страна Сомалийското преходно правителство в съюз с Етиопия.
През късния декември 2006 г. Етиопия започва въздушни удари срещу ислямистите през Сомалия. Етиопският информационен министър Берхан Хайлу заявява, че се цели във включването на град Буурхакаб в границите на Етиопия. Този град е в близост до Байдоа – прикритието на временното правителство. Етиопски реактивен изтребител бомбардира Международното летище в Могадишу без да нанася сериозни щети, но етиопците подтикват да се закрие летището. Други етиопски реактивни изтребители нападат военни летища западно от Могадишу.
Тогава етиопският премиер Мелес Зенави обявява, че неговата страна води война срещу СИС, за да защити суверенността на страната. Изказването гласи така: „Етиопски отбранителни сили бяха принудени да влязат във войната към суверенитета „защита“ на страната и за да затъпят многократни атаки с ислямистки съдебни терористи и антиетиопски елементи, които те поддържат“.
Следват дни на тежка борба. На 28 декември 2006 г. съюзниците влизат в Могадишу, след като ислямските бойци напускат града. Премиерът Али Мохамед Геди обявява, че Могадишу е в безопасност, след преговори с водачите на местните кланове. До ноември 2007 г. преходното федерално правителство и неговите етиопски съюзници срещат още чести атаки от ислямското въстание.

#### Битка за Рас Камбони
Ислямистите отстъпват на юг, към тяхната крепост на Кисмайо, противопоставяйки се на действия на ариергард в няколко градчета. Те опразняват Кисмайо, също така без борба твърдейки, че техният полет е стратегическо оттегляне, за да избегнат цивилни жертви и окопават около селото Рас Камбони, на границата с Кения. В ранния януари етиопците и сомалийското правителство започват атака, резултатът от която е битката за Рас Камбони. Започват нападения над ислямистките позиции, които се водят в хълмисти и горски местности. На 9 януари 2007 г. Съединените щати интервенират открито Сомалия, като ѝ изпращат оръжия, за да нападнат ислямските позиции при Рас Камбони. Дузини са убити и тогава СИС е до голяма степен победена.
На 30 ноември 2007 г. борбата продължава в Могадишу между групи от сомалийци и етиопци от едната страна и ислямски войни от другата.